# Hypsiboas atlanticus
Hypsiboas atlanticus là một loài ếch thuộc họ Nhái bén.
Đây là loài đặc hữu của Brasil.
Môi trường sống tự nhiên của chúng là rừng ẩm vùng đất thấp nhiệt đới hoặc cận nhiệt đới, hồ nước ngọt, hồ nước ngọt có nước theo mùa, đầm nước ngọt, đầm nước ngọt có nước theo mùa, rừng trước đây suy thoái nghiêm trọng, ao, và ao nuôi trồng thủy sản.
Chúng hiện có khả năng đang bị đe dọa vì mất môi trường sống.